# Clément Herrero
Pas d'image ? Cliquez ici

a Compétitions nationales et continentales officielles uniquement.

Clément Herrero, né le 14 avril 1996, est un joueur de rugby à XIII français évoluant au poste de demi d'ouverture. Formé à Saint-Estève, il intègre ensuite la réserve des Dragons Catalans Saint-Estève XIII Catalan mais ne parvient pas à s'y imposer. Il rejoint alors Carcassonne puis Palau en Championnat de France devenant un des meilleurs buteurs de ce dernier et retourne à Carcassonne en 2020.

## Biographie
Il débute au rugby à XIII à l'âge de quatre ans à Saint-Estève où son père, Thierry Herrero, est entraîneur des juniors, et y cotoie Bruno Castany. Il y effectue toute sa formation avant d'intégrer Saint-Estève XIII Catalan, réserve des Dragons Catalans.
Ne disposant pas de beaucoup de temps de jeu et n'ayant pas de proposition des Dragons Catalans ou de Toulouse, il s'engage en 2016 à Carcassonne où il s'y impose rapidement en formant la paire de demis avec Maxime Grésèque et remporte la Coupe de France 2017 sans pouvoir disputer la finale en raison d'une blessure la semaine précédente, victime d'un KO. En 2018, il s'inscrit dans le projet du club de Palau entraîné alors par Olivier Elima pendant deux saisons avant de revenir à Carcassonne en 2020.

## Palmarès
- Collectif :
  - Vainqueur du Championnat de France : 2022 et 2024 (Carcassonne).
  - Vainqueur de la Coupe de France : 2016[3] (Saint-Estève XIII Catalan), 2017[3] et 2023 (Carcassonne).
  - Finaliste du Championnat de France : 2021, 2023 et 2025 (Carcassonne).